# Splot płócienny

Schemat budowy tkaniny o splocie płóciennym

Splot płócienny – jeden z podstawowych splotów tkackich, który jest jednocześnie podstawą do tworzenia splotów pochodnych. W splocie tym wykonywane są tkaniny potocznie nazywane płótnem.
Wielkość przeplotu osnowy i wątku jest taka sama i wynosi 1, co oznacza się wyróżnikiem splotu {\displaystyle {\tfrac {1\quad }{\quad 1}}.}. Splot płócienny ma dwunitkowy raport osnowowy i wątkowy (najmniejsza liczba nitek osnowy lub wątku, po której powtarza się sposób przeplatania.
Rysunek ilustruje w sposób uproszczony budowę tkaniny o splocie płóciennym. W splocie tym nitka wątku przebiega kolejno pod jedną i nad jedną nitką osnowy. Wygląd lewej i prawej strony tkaniny jest jednakowy.

Splot płócienny jest najczęściej stosowany w tkactwie lnu i bawełny, rzadziej wełny.
Jest on splotem wyjściowym do tworzenia splotów pochodnych takich jak rypsowy i panamowy.

Wydłużenie przeplotu tylko wzdłuż wątku (lub osnowy), daje splot rypsowy podłużny (lub poprzeczny) – w splocie rypsowym poprzecznym nitka osnowy przez kilka rzędów jest nad nitkami wątku, wątek w każdym rzędzie przebiega kolejno pod jedną i nad jedną nitką osnowy. Imitacja tkanin rypsowych powstaje wtedy, gdy stosuje się gruby wątek, cienką  osnowę z nitek gęsto ułożonych i splot płócienny.

Tkanina wykonana splotem rypsowym posiada prążki poprzeczne, rzadziej podłużne i jest najczęściej stosowana do tapicerowania mebli.
Jednoczesne wydłużenie przeplotu wzdłuż osnowy i wątku daje splot panamowy. Przeplatanie się takiej samej liczby nitek osnowy i wątku powoduje, że na tkaninie widoczne są kwadraciki.
Zastosowanie – tkaniny pościelowe, obrusowe, ścierkowe, ubraniowe, dekoracyjne, techniczne i inne.